# Phaenoporella transenna
Phaenoporella transenna is een mosdiertjessoort uit de familie van de Ptilodictyidae. De wetenschappelijke naam van de soort is voor het eerst geldig gepubliceerd in 1927 door Schoenmann.